# Anemone davidii
Anemone davidii är en ranunkelväxtart som beskrevs av Adrien René Franchet. Anemone davidii ingår i släktet sippor, och familjen ranunkelväxter. Inga underarter finns listade i Catalogue of Life.